# Begonia andersonii
Begonia andersonii é uma espécie de Begonia.